# Шмальштеде
Шмальштеде (нем. Schmalstede) — община в Германии, в земле Шлезвиг-Гольштейн. 
Входит в состав района Рендсбург-Экернфёрде. Подчиняется управлению Бордесхольм-Ланд.  Население составляет 268 человек (на 31 декабря 2010 года). Занимает площадь 4,81 км².